# إسماعيل ديس
إسماعيل ديس لاعب كرة قدم جزائري ويلعب حاليا لنادي وفاق سطيف.

## المسيرة الكروية
بدأ مسيرته الكروية بترجي مستغانم في سنة 1996 حتى 2001 انتقل إلى فريق اتحاد البليدة فلعب معها 7 مواسم كاملة ففي 2008 انتقل الو وفاق سطيف إلى يومنا الحالي وقرر سرار في تسريح كل لاعبيه والحتفظ ب8 فقط وكان منهم بينهم إسماعيل وماخر انتقال إلى اتحاد سيدي بلعباس

## روابط خارجية
- إسماعيل ديس على موقع قاعدة بيانات كرة القدم.إي يو (الإنجليزية)
- إسماعيل ديس على موقع ناشيونال فوتبول تيمز (الإنجليزية)
- إسماعيل ديس على موقع كووورة